# Алергія на укуси комах
Алергія на укуси комах — це термін, яким зазвичай називають алергічну реакцію тварини у відповідь на укус або жало комахи. Зазвичай комахи, які викликають алергічні реакції, є або жалкими (оси, бджоли, шершні та мурахи), або кусючими (комарі, кліщі). Жалкі комахи впорскують отруту в свою жертву, тоді як кусючі комахи зазвичай вводять в неї антикоагулянти.

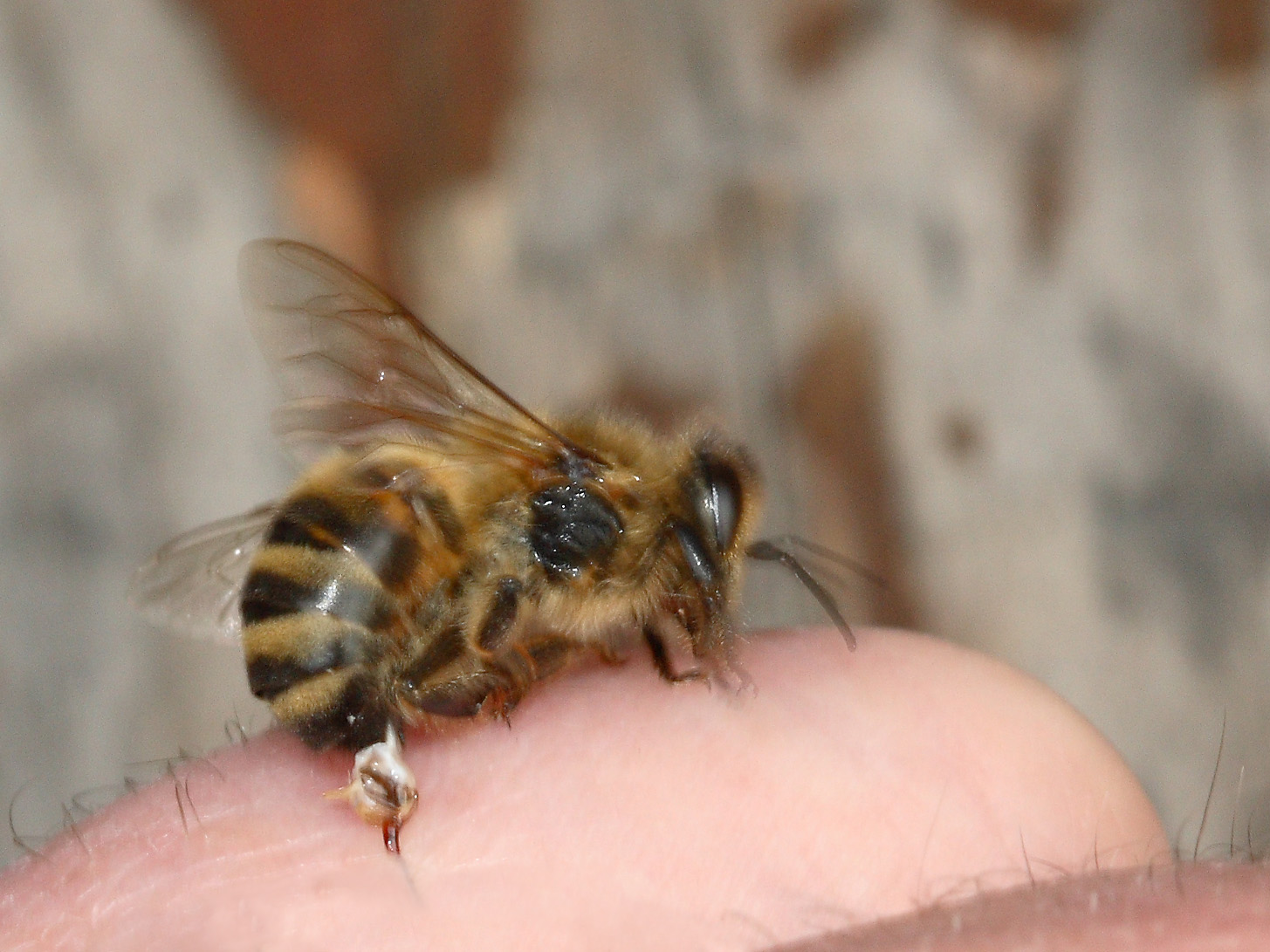
Ураження бджоли

Переважна більшість алергіків на комах мають просту алергічну реакцію — реакцію на місце укусу, яка проявляється у вигляді набряку, що виникає внаслідок вивільнення гістаміну та інших хімічних речовин з тканин тіла, розташованих поблизу місця укусу. Набряк, якщо він алергічний, можна зменшити, наклавши антигістамінну мазь і приклавши пакет з льодом. Це типова реакція на всі укуси комах, і вона зустрічається у багатьох людей.
Алергія на комарів може призвести до набору симптомів, які називаються скітер-синдромом, що виникають після укусу. Цей синдром може бути помилково прийнятий за інфекцію, наприклад, целюліт.

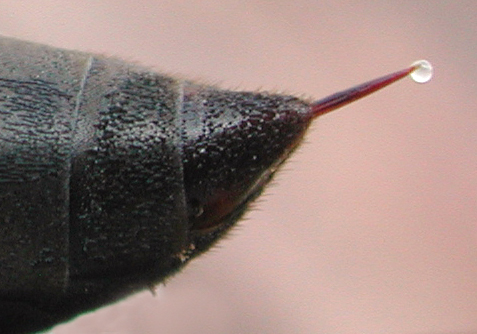
Осине жало

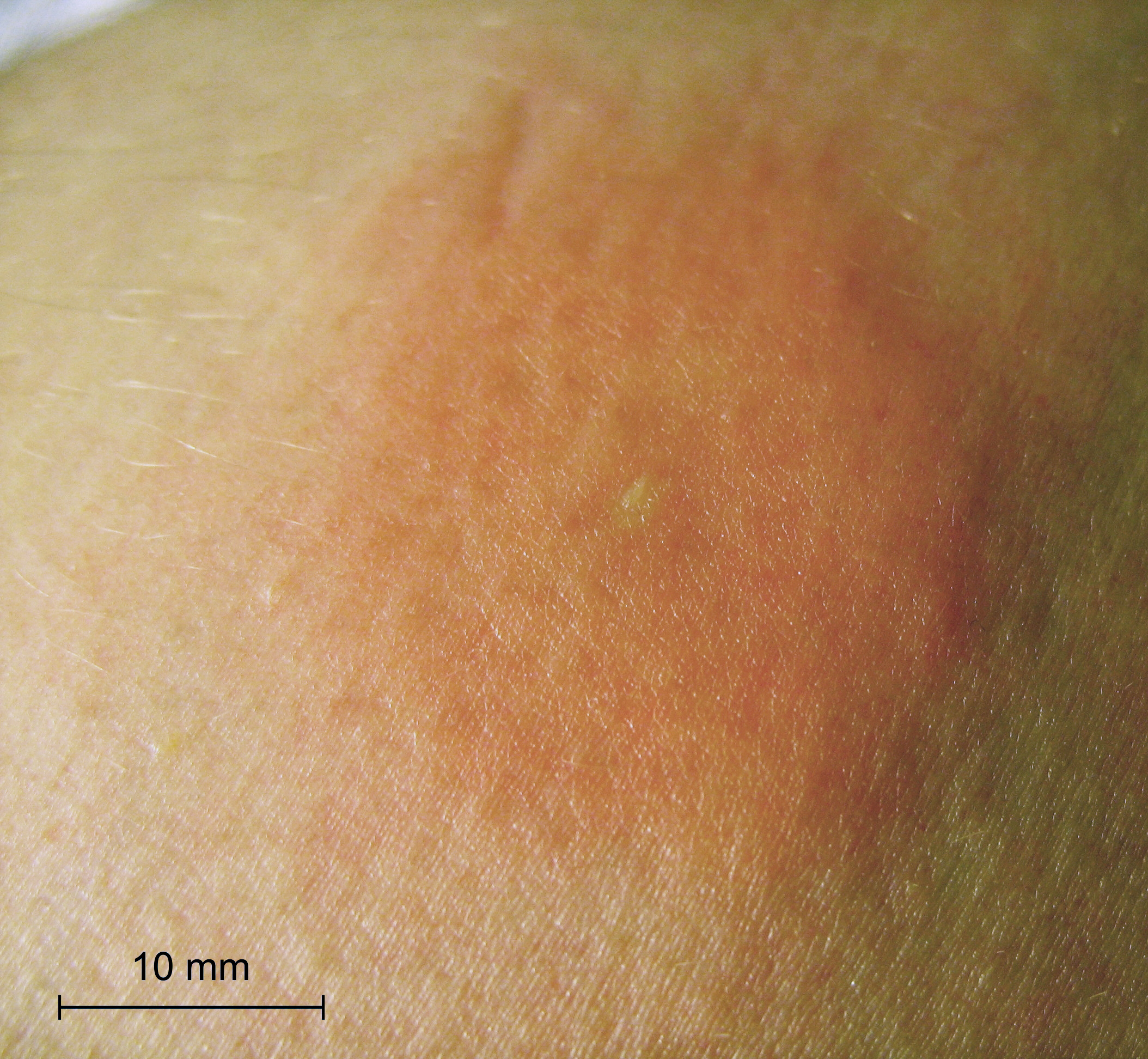
Набряк і почервоніння шкіри в місці жалення

У пацієнтів з анафілактичною реакція більш агресивна, що призводить до системної реакції, коли реакція поширюється від місця укусу по всьому тілу. Це потенційно дуже серйозно і може призвести до анафілаксії, яка потенційно загрожує життю.

## Епідеміологія
Більшість людей, які отримують укус комахи, відчувають місцеві реакції. За оцінками, у 5-10 % людей спостерігається генералізована системна реакція, яка може включати симптоми від кропив'янки до хрипів і навіть анафілаксії. У Сполучених Штатах щороку приблизно 40 людей помирають від анафілаксії через алергію на жалких комах. Потенційно небезпечні для життя реакції виникають у 3 % дорослих і 0,4-0,8 % дітей.

## Профілактика
Мета-аналіз 2012 року показав, що імунотерапія отрутою є ефективним профілактичним засобом проти алергічних реакцій на укуси комах і жала, а також значно покращує якість життя людей, які страждають від важких форм алергії на комах.